# Spread Eagle (együttes)
A Spread Eagle  amerikai hard rock zenekar New Yorkból. Mindössze néhány hónappal alapításuk után lemezszerződést írtak alá az MCA Universal Records kiadóval. Két lemezt adtak ki Spread Eagle (1990) és Open To The Public (1993) címmel, mielőtt 1995-ben feloszlottak. 2006-ban újjáalakultak. A harmadik lemezük, Subway To The Stars 2019. augusztus 9-én jelent meg.

## Története

### Kezdetek
A késő nyolcvanas években Paul DiBartolo, Rob De Luca és Tommi Gallo zenekart alapítottak Boston-ban.
1989-ben Paul Di Bartolo gitáros New York-ba utazott, ahol megismerkedett az énekest Ray West. West hangja annyira meghatotta Di Bartolo-t, hogy azonnal New York-ba hívta a basszusgitárost Rob De Lucat és a dobos  Tommi Gallot, hogy új zenekart alapítsanak Ray West-tel.
Csupán pár hónap alapításuk után, amikor Spread Eagle még az első koncertre gyakorolt, az MCA/Universal Records szerződést kötött velük.

### MCA évek és feloszlás
Mivel már akkor aláírták lemezszerződésüket miközben még az első fellépésükre készültek, a zenekar az 1990-ben megjelenésű első album Spread Eagle számainak nagy részét a stúdióban írta meg.  Scott Kalvert forgatta a Switchblade Serenade és Scratch Like a Cat videóklipeket, melyeket gyakran leadtak a MTV’s Headbangers Ball műsorban. Kalvertforgatta a híres Guns N’ Roses 1988 – Live at the Ritz koncertfilmet is.
1990 szeptember 30-án a Spread Eagle 10.000 néző előtt játszott a Livestock fesztival-on Tampa, Florida-ban,. 
A zenekar rengeteg időt töltött turnén mielőtt a következő Open To The Public (1993) című albumot felvette volna, így elkezdett kiégni. A dobos Tommi Gallo volt az első, aki távozott a zenekarból. Akkoriban egyre népszerűbb Grunge uralta a zenei piacot és az új album nem hozta meg az elvárt nemzetközi sikert. 1995-ben Spread Eagle bedobta a törülközőt és feloszlott.

### Újjáalakulás (2006)
2006-ban Rob De Luca és Ray West újjáalakították a Spread Eagle-t. Az Indie-lemezkiadó Lovember Records újra kiadta az első lemezüket, ami 10 éven át nem volt kapható. Szintén 2006-ban Spread Eagle újra elkezdett turnézni. A következő években az Egyesült Államok észak-keleti részen turnéztak és számos koncertet adtdak helyi klubokban. 

### Hírnév és új lemez
Rob De Luca közben nemzetközileg ismertté vált, mivel basszusgitáros lett Sebastian Bach bandájában, ami előzenekar volt a Guns N’ Roses Chinese Democracy világturnén (2006-2012). 2008-ban De Luca a legendás brit zenekar, az UFO tagja lett. A személyes sikerének köszönhetően a Spread Eagle iránti érdeklődés folyamatosan nőtt.
2011-ben a Spread Eagle azonos nevü első lemezt a minden idők 20 legjobb glam metal albuma közé sorolták be. Rajtuk kivül a Guns N’ Roses, a Mötley Crüe, a Hanoi Rocks és a Skid Row szerepelt ezen a listán.
A következő évek során a Spread Eagle több koncertet adott Európában, játszottak például a Hair Metal Heaven and Hard Rock Hell Sleaze fesztiválokon 2017-ben.
2019. május 23-án bemutatták a Sound Of Speed című videót, amely a 2019 augusztus 9.-én megjelenésű Subway to the Stars című albumról származik.

## Tagok

### Mostani tagok
- Ray West – ének, ütőhangszerek
- Rob De Luca – basszusgitár, ének
- Ziv Shalev – gitár [10]
- Rik De Luca – dob [11]

### Korábbi tagok
- Paul DiBartolo – gitár, ének
- Tommi Gallo – dob

## Diszkográfia
| Year | Title                     | Label                 |
| ---- | ------------------------- | --------------------- |
| 1990 | Spread Eagle              | MCA Universal Records |
| 1993 | Open To the Public        | MCA Universal Records |
| 2006 | Spread Eagle (remastered) | Lovember Records      |
| 2019 | Subway To The Stars       | Frontiers SRL Records |